# Premi Internacional de Composició Musical Ciutat de Tarragona
El Premi Internacional de Composició Musical Ciutat de Tarragona és un concurs de composició que té lloc anualment a Tarragona (Catalunya, Espanya), organitzat per l'Ajuntament de Tarragona. Fou instituït el 1993 i fou reconegut per la Federació Mundial de Concursos Musicals Internacionals (World Federation of International Music Competitions) el 1996.
El concurs està obert als compositors de qualsevol nacionalitat, sense límit d'edat. Poden optar a aquest premi les obres de composició simfònica amb solistes (un màxim de 3) o sense, i amb mitjans electroacústics o sense. Les obres han de ser inèdites, no podran haver estat estrenades en públic ni premiades, ni amb el títol actual ni amb cap altre, ni haver estat objecte de cap encàrrec previ. L'obra guanyadora és estrenada l'any següent per l'Orquestra Simfònica de Barcelona i Nacional de Catalunya i rep un premi en metàl·lic de 12.000 euros.
Han estat membres del jurat: Josep M. Mestres Quadreny, Albert Sardà, Joan Guinjoan i Jordi Cervelló, entre d'altres. Entre els guanyadors del concurs es troben Paolo Boggio, Italia (2004
) Ramon Humet (2008) i Xavier Pagès i Corella (2010).